# Nekrolog 2. Quartal 1992
Nekrolog
◄◄
| ◄
| 1988
| 1989
| 1990
| 1991
| 1992 | 1993 | 1994 | 1995 | 1996 | ► | ►►
1. Quartal |
2. Quartal |
3. Quartal |
4. Quartal 1992
Weitere Ereignisse | Allgemeiner Nekrolog 1992
Die Beschreibung der verstorbenen Person sollte so kurz wie möglich gehalten sein und nur deren signifikante Tätigkeit(en) enthalten.
Neue Namen ggf. auch unter dem Geburts- und Sterbedatum, also etwa unter 1. Januar und im Geburts- und Sterbejahr (2024) eintragen (nur bei entsprechender großer Wichtigkeit). Für Beispiele siehe die schon vorhandenen Artikel.
Außerdem über die fünf zuletzt Verstorbenen, zu denen es einen ausreichend guten Artikel für eine Präsentation auf der Hauptseite gibt, nach der todesbedingten Überarbeitung der Artikel ggf. auch unter Wikipedia Diskussion:Hauptseite informieren und sie am besten auch in den anderen Wikipedia-Sprachversionen eintragen. Tipp: Regelmäßig bei news.google.de nach „ist tot“, „gestorben“ oder „verstorben“ suchen.
Wenn eine Person gestorben ist, gibt es viele Seiten zu dieser Person in der Wikipedia, die davon auch betroffen sind und entsprechend aktualisiert werden müssen. Beispiele: Namenübersichtsseite, Geburtsjahr, Geburtsort-Seiten und viele mehr.
Wie finde ich die betroffenen Seiten?
Im Suchfeld auf der linken Seite gibt man den Suchbegriff so ein: „Vorname Nachname“. Dann klickt man auf Volltext und alle Seiten mit entsprechendem Suchtext werden aufgerufen. Hier sieht man dann schnell, wo auch das Todesjahr Sinn macht oder sogar ein Teil des Artikels angepasst werden muss. Auch hilft das „Werkzeug“ auf der linken Seite sehr gut, um solche Seiten aufzufinden: „Links auf diese Seite“. Somit ist die Wikipedia wieder aktuell in allen Bereichen! Hinweis: bei Eintragung der Kategorie „Gestorben JAHR“ wird der Missbrauchsfilter 49 ausgelöst, was jedoch nicht schlimm ist. Siehe: Spezial:Missbrauchsfilter/49
Dies ist eine Liste von im zweiten Quartal 1992 verstorbenen bekannten Persönlichkeiten. Die Einträge erfolgen innerhalb der einzelnen Daten alphabetisch sortiert. Tiere sind im Nekrolog für Tiere zu finden.

## April
| Tag       | Name                                  | Beruf, bekannt als                                                                                              | Alter | Beleg |
| --------- | ------------------------------------- | --- | ----- | ----- |
| 1. April  | Margarethe Bence                      | US-amerikanische Opern- und Konzertsängerin der Stimmlagen Mezzosopran und Alt                                  | 61    |       |
| 1. April  | Herbert Grenzebach                    | deutscher Schallplattenproduzent, Manager und Komponist                                                         | 94    |       |
| 1. April  | Michael Havers, Baron Havers          | britischer Jurist und Politiker, Mitglied des House of Commons                                                  | 69    |       |
| 1. April  | Erwin Hesse                           | österreichischer katholischer Theologe                                                                          | 85    |       |
| 1. April  | Emil Müller                           | deutscher Verwaltungsjurist                                                                                     | 91    |       |
| 1. April  | Walter Andreas Schwarz                | deutscher Sänger, Schriftsteller, Kabarettist, Hörspielautor und Übersetzer                                     | 78    |       |
| 1. April  | Konstantin Michailowitsch Sergejew    | russischer Tänzer                                                                                               | 82    |       |
| 1. April  | Edward Smouha                         | britischer Sprinter                                                                                             | 82    |       |
| 2. April  | Jan van Aartsen                       | niederländischer Politiker (ARP)                                                                                | 82    |       |
| 2. April  | Nugsar Assatiani                      | sowjetischer Säbelfechter                                                                                       | 54    |       |
| 2. April  | Ernst Fromm                           | deutscher Mediziner, Vorsitzender der Bundesärztekammer                                                         | 75    |       |
| 2. April  | Juan Gómez González                   | spanischer Fußballspieler                                                                                       | 37    |       |
| 2. April  | Artur Perotti                         | österreichischer Architekt                                                                                      | 71    |       |
| 2. April  | Gabriel Tiacoh                        | ivorischer Sprinter                                                                                             | 29    |       |
| 2. April  | Tomisaburō Wakayama                   | japanischer Schauspieler                                                                                        | 62    |       |
| 3. April  | Aaron Bohrod                          | US-amerikanischer Maler                                                                                         | 84    |       |
| 3. April  | Francisco Simó Damirón                | dominikanischer Pianist und Komponist                                                                           | 83    |       |
| 3. April  | Karl Gatermann der Jüngere            | deutscher Maler, Grafiker sowie Bühnenbildner                                                                   | 82    |       |
| 3. April  | Rodolfo Holzmann                      | peruanischer Komponist, Musikpädagoge und -wissenschaftler                                                      | 81    |       |
| 3. April  | Roger Kindt                           | belgischer Radrennfahrer                                                                                        | 46    |       |
| 3. April  | Lya Ley                               | österreichisch-deutsche Theater- und Stummfilmschauspielerin                                                    | 92    |       |
| 3. April  | Karl Tunberg                          | US-amerikanischer Drehbuchautor und Filmproduzent                                                               | 85    |       |
| 3. April  | Günther Zuntz                         | englischer Klassischer Philologe                                                                                | 90    |       |
| 4. April  | Nikolai Alexandrowitsch Astrow        | russischer Konstrukteur                                                                                         | 85    |       |
| 4. April  | Alfred Bollinger                      | Schweizer Journalist und Politiker (FDP)                                                                        | 95    |       |
| 4. April  | Ernst Braun                           | deutscher Kommunalpolitiker und Bürgermeister                                                                   | 77    |       |
| 4. April  | André Cerbonney                       | französischer Sprinter                                                                                          | 91    |       |
| 4. April  | Albrecht Fleckenstein                 | deutscher Pharmakologe und Physiologe                                                                           | 74    |       |
| 4. April  | Gerhard Kaindl                        | deutscher Ingenieur, Funktionär der Deutschen Liga für Volk und Heimat                                          | 47    |       |
| 4. April  | Salgueiro Maia                        | portugiesischer Offizier                                                                                        | 47    |       |
| 4. April  | Samuel Reshevsky                      | US-amerikanischer Schachspieler                                                                                 | 80    |       |
| 4. April  | Arthur Russell                        | US-amerikanischer Musiker                                                                                       | 40    |       |
| 5. April  | Adalbert Baltes                       | deutscher Regisseur von Kultur- und Werbefilmen und Erfinder                                                    | 75    |       |
| 5. April  | Alfred Bockemühl                      | deutscher Ingenieur und Verkehrswissenschaftler                                                                 | 95    |       |
| 05. April | Jost Künzli von Fimmelsberg           | Schweizer Gynäkologe und Homöopath                                                                              | 76    |       |
| 5. April  | Molly Picon                           | US-amerikanische Theater- und Filmschauspielerin                                                                | 93    |       |
| 5. April  | Modjeska Monteith Simkins             | US-amerikanische Bürgerrechtlerin                                                                               | 92    |       |
| 5. April  | Inoue Takeshi                         | japanischer Fußballspieler                                                                                      | 63    |       |
| 5. April  | Sam Walton                            | US-amerikanischer Unternehmer                                                                                   | 74    |       |
| 6. April  | Abiko Tōkichi                         | japanischer Politiker (LDP)                                                                                     | 88    |       |
| 6. April  | Isaac Asimov                          | US-amerikanischer Biochemiker und Science-Fiction-Schriftsteller                                                | 72    |       |
| 6. April  | Hans Braselmann                       | deutscher Politiker                                                                                             | 58    |       |
| 6. April  | Gerhard Hultsch                       | deutscher Pfarrer, Gymnasiallehrer und Kirchenhistoriker                                                        | 80    |       |
| 6. April  | Hermann F. Mark                       | österreichischer Chemiker (Polymerchemie)                                                                       | 96    |       |
| 6. April  | Wachtang Tschabukiani                 | georgischer Tänzer und Choreograph                                                                              | 82    |       |
| 6. April  | Erling Wikborg                        | norwegischer Politiker (Kristeligt Folkeparti), Mitglied des Storting                                           | 97    |       |
| 7. April  | Ace Bailey                            | kanadischer Eishockeyspieler                                                                                    | 88    |       |
| 7. April  | Gerhard Brunzema                      | deutscher Orgelbauer                                                                                            | 64    |       |
| 7. April  | Klaus Lankheit                        | deutscher Kunsthistoriker                                                                                       | 78    |       |
| 7. April  | Horst Niemack                         | deutscher Offizier, zuletzt Brigadegeneral der Bundeswehr                                                       | 83    |       |
| 7. April  | Eduard Pumpernig                      | österreichischer Politiker (ÖVP), Mitglied des Bundesrates                                                      | 72    |       |
| 7. April  | Antonis Tritsis                       | griechischer Architekt und Städteplaner                                                                         |       |       |
| 8. April  | Daniel Bovet                          | schweizerisch-italienischer Pharmakologe                                                                        | 85    |       |
| 8. April  | John A. Cherberg                      | US-amerikanischer Politiker                                                                                     | 81    |       |
| 8. April  | Roberto Curcio                        | italienischer Moderner Fünfkämpfer                                                                              | 79    |       |
| 8. April  | Käte Hamburger                        | deutsche Germanistin und Philosophin                                                                            | 95    |       |
| 8. April  | Albert Heinzinger                     | deutscher Maler, Zeichner und Holzschneider                                                                     | 80    |       |
| 8. April  | Alfons Maurer                         | deutscher Politiker (CDU), MdL                                                                                  | 64    |       |
| 8. April  | Leen Sanders                          | niederländischer Boxer                                                                                          | 83    |       |
| 8. April  | Tina Stöckle                          | deutsche Psychiatriekritikerin                                                                                  | 43    |       |
| 8. April  | Karlheinz Wüst                        | deutscher Kameramann und Kulturfilmproduzent                                                                    | 70    |       |
| 9. April  | Charles Ginsburg                      | US-amerikanischer Erfinder und Techniker, Pionier der Magnetbandaufzeichnungstechnik                            | 71    |       |
| 9. April  | Johannes Grüger                       | deutscher Illustrator                                                                                           | 86    |       |
| 9. April  | Gale W. McGee                         | US-amerikanischer Politiker (Demokratische Partei)                                                              | 77    |       |
| 9. April  | Rolf-Dietrich Ratzmann                | deutscher Maler, Grafiker und Bildhauer                                                                         | 47    |       |
| 9. April  | Theodor Schieffer                     | deutscher Historiker                                                                                            | 81    |       |
| 9. April  | Alfred Szklarski                      | polnischer Schriftsteller                                                                                       | 80    |       |
| 9. April  | Erik Werba                            | österreichischer Komponist und Pianist                                                                          | 73    |       |
| 10. April | Guglielmo De Angelis D’Ossat          | italienischer Architekt, Architekturhistoriker und Restaurierungstheoretiker                                    | 84    |       |
| 10. April | Hermann Eppenhoff                     | deutscher Fußballspieler und -trainer                                                                           | 72    |       |
| 10. April | János Kajdi                           | ungarischer Boxer                                                                                               | 52    |       |
| 10. April | Sam Kinison                           | US-amerikanischer Komiker und Schauspieler                                                                      | 38    |       |
| 10. April | Cec Linder                            | kanadischer Schauspieler                                                                                        | 71    |       |
| 10. April | Peter D. Mitchell                     | britischer Chemiker und Nobelpreisträger für Chemie                                                             | 71    |       |
| 10. April | Hellmuth Weiss                        | deutsch-estnischer Politiker (NSDAP), Mitglied des Riigikogu, Präsident der Estländischen Deutschen Kulturve... | 91    |       |
| 11. April | Robert Houben                         | belgischer Politiker und Hochschullehrer                                                                        | 86    |       |
| 11. April | Ernst Jansen-Winkeln                  | deutscher Kirchenkünstler                                                                                       | 88    |       |
| 11. April | Waldemar Krause                       | deutscher Kriminalpolizist, SS-Führer und Leiter des Sonderkommandos 4b der Einsatzgruppe C                     | 83    |       |
| 11. April | Heinrich Lausberg                     | deutscher Romanist und Rhetoriker                                                                               | 79    |       |
| 11. April | Alejandro Obregón                     | spanisch-kolumbianischer Maler                                                                                  | 71    |       |
| 11. April | Hossein Sarshar                       | iranischer Opernsänger                                                                                          |       |       |
| 11. April | Gérard Tichy                          | deutscher Schauspieler                                                                                          | 72    |       |
| 12. April | Joachim Cadenbach                     | deutscher Schauspieler, Autor, Regisseur, Moderator und Synchronsprecher                                        | 67    |       |
| 12. April | Rie Beisenherz                        | niederländische Schwimmerin und Wasserballspielerin                                                             | 90    |       |
| 12. April | Alla Gajewna Dschalilowa              | russische Tänzerin (Ballerina) und Solistin des Bolschoi-Theaters                                               | 83    |       |
| 12. April | Guerino Grimaldi                      | italienischer Geistlicher und Erzbischof von Salerno-Campagna-Acerno                                            | 75    |       |
| 12. April | Paul Hammerich                        | dänischer Journalist und Schriftsteller                                                                         | 64    |       |
| 12. April | Walther Hinz                          | deutscher Iranologe, Linguist und Hochschullehrer                                                               | 85    |       |
| 12. April | Martin Hirsch                         | deutscher Politiker (SPD), MdB und Richter des Bundesverfassungsgerichts                                        | 79    |       |
| 12. April | Wolfgang Metz                         | deutscher Bibliothekar und Historiker                                                                           | 73    |       |
| 13. April | Hanno Coldam                          | deutscher Dompteur                                                                                              | 59    |       |
| 13. April | Max Dankner                           | deutscher antifaschistischer Widerstandskämpfer und SED- und Gewerkschaftsfunktionär in der DDR                 | 80    |       |
| 13. April | Georgette Dupouy                      | französische Malerin                                                                                            | 90    |       |
| 13. April | Charles Patrick Fitzgerald            | britisch-australischer Historiker                                                                               |       |       |
| 13. April | Feza Gürsey                           | türkischer theoretischer Physiker                                                                               | 71    |       |
| 13. April | Georg Haentzschel                     | deutscher Filmkomponist                                                                                         | 84    |       |
| 13. April | Daniel Pollock                        | australischer Schauspieler                                                                                      | 23    |       |
| 13. April | Ray Roberts                           | US-amerikanischer Politiker                                                                                     | 79    |       |
| 13. April | Maurice Sauvé                         | kanadischer Politiker                                                                                           | 68    |       |
| 13. April | Martin Williams                       | US-amerikanischer Jazz-Kritiker und Kulturjournalist                                                            |       |       |
| 14. April | Ronnie Bucknum                        | US-amerikanischer Automobilrennfahrer                                                                           | 56    |       |
| 14. April | David Miller                          | US-amerikanischer Filmregisseur                                                                                 | 82    |       |
| 14. April | Artur Mkrttschjan                     | armenischer Politiker, Präsident der Republik Bergkarabach                                                      | 33    |       |
| 14. April | Marshall Moran                        | US-amerikanischer Missionar                                                                                     | 85    |       |
| 14. April | György Négyesy                        | ungarischer Schachspieler                                                                                       | 98    |       |
| 14. April | Sammy Price                           | US-amerikanischer Jazz- und Blues-Pianist                                                                       | 83    |       |
| 14. April | Moacir Siqueira de Queiros            | brasilianischer Fußballspieler                                                                                  | 89    |       |
| 14. April | Phil Stark                            | deutscher Tenor                                                                                                 | 72    |       |
| 15. April | Otis Barton                           | US-amerikanischer Tiefseetaucher und Erfinder                                                                   | 92    |       |
| 15. April | David Bosch                           | südafrikanischer reformierter Theologe und Missionswissenschaftler                                              | 62    |       |
| 15. April | Bruno Dechamps                        | deutscher Journalist                                                                                            | 67    |       |
| 15. April | Brick Fleagle                         | US-amerikanischer Jazzgitarrist und Arrangeur                                                                   | 85    |       |
| 15. April | Hans Maaß                             | deutscher Mathematiker                                                                                          | 80    |       |
| 15. April | Christian Maurer                      | Schweizer evangelischer Geistlicher und Hochschullehrer                                                         | 78    |       |
| 15. April | Héctor Trejo                          | chilenischer Fußballspieler                                                                                     | 72    |       |
| 16. April | Neville Brand                         | US-amerikanischer Schauspieler                                                                                  | 71    |       |
| 16. April | Horst Geldmacher                      | deutscher Maler, Graphiker, Bildhauer, Jazz-Musiker                                                             |       |       |
| 16. April | Werner Holtfort                       | deutscher Jurist und Politiker (SPD), MdL                                                                       | 71    |       |
| 17. April | Reinhardt Brandstätter                | österreichischer Mediziner, LGBT-Aktivist, Mitgründer der HOSI Wien, Gründer der Österreichischen Aids-Hilfe    | 39    |       |
| 17. April | Maurice Buckmaster                    | britischer Nachrichtendienstoffizier                                                                            | 90    |       |
| 17. April | Bernhard von Glisczynski              | deutscher Bauingenieur, Manager und Denkmalschützer                                                             | 80    |       |
| 17. April | Hank Penny                            | US-amerikanischer Country-Musiker                                                                               | 73    |       |
| 17. April | Leiva Petersen                        | deutsche Klassische Philologin und Verlegerin                                                                   | 79    |       |
| 18. April | Agnija Desnizkaja                     | sowjetische Linguistin, Albanologin und Hochschullehrerin                                                       | 79    |       |
| 18. April | Giovanni Ferro                        | italienischer Erzbischof                                                                                        | 90    |       |
| 18. April | Fritz Schlumpf                        | Schweizer Textilproduzent und Automobilsammler                                                                  | 86    |       |
| 18. April | Joachim Chaim Schwarz                 | jüdischer deutscher Journalist und Schriftsteller                                                               | 82    |       |
| 19. April | Erich Blechschmidt                    | deutscher Anatom                                                                                                | 87    |       |
| 19. April | Adalbert Erler                        | deutscher Rechtshistoriker                                                                                      | 88    |       |
| 19. April | Frankie Howerd                        | britischer Schauspieler                                                                                         | 75    |       |
| 19. April | Paul Kolb                             | deutscher Politiker (SPD)                                                                                       | 81    |       |
| 20. April | Lee Abrams                            | US-amerikanischer Jazz-Schlagzeuger                                                                             | 67    |       |
| 20. April | Marjorie Gestring                     | US-amerikanische Wasserspringerin                                                                               | 69    |       |
| 20. April | Benny Hill                            | britischer Schauspieler, Komödiant und Sänger                                                                   | 68    |       |
| 20. April | Peter Kalisch                         | deutscher Schauspieler                                                                                          | 70    |       |
| 20. April | Edwin Laggai                          | deutscher Jurist                                                                                                |       |       |
| 20. April | Harry Reuter                          | britischer Mathematiker                                                                                         | 70    |       |
| 20. April | Johnny Shines                         | US-amerikanischer Blues-Gitarrist                                                                               | 76    |       |
| 20. April | Llewellyn Thomas                      | britischer Physiker                                                                                             | 88    |       |
| 20. April | Gian-Carlo Wick                       | italienischer Physiker                                                                                          | 82    |       |
| 21. April | Louis Diercxsens                      | belgischer Hockeyspieler                                                                                        | 93    |       |
| 21. April | Gerald Feinberg                       | US-amerikanischer Physiker und Futurist                                                                         | 58    |       |
| 21. April | Bertram Jesdinsky                     | deutscher Maler und Bildhauer                                                                                   | 32    |       |
| 21. April | Väinö Linna                           | finnischer Schriftsteller                                                                                       | 71    |       |
| 21. April | Massimo Mida                          | italienischer Dokumentarfilmer, Filmregisseur und Drehbuchautor                                                 | 74    |       |
| 21. April | Wladimir Kirillowitsch Romanow        | russischer Adelsnachfahre, Urenkel des Zaren Alexander II.                                                      | 74    |       |
| 22. April | Walther Haage                         | deutscher Gärtner, Botaniker und Sachbuchautor                                                                  | 92    |       |
| 22. April | Rosemary Odell                        | US-amerikanische Kostümbildnerin                                                                                | 67    |       |
| 22. April | Frank Van Acker                       | belgischer Politiker                                                                                            | 63    |       |
| 23. April | Nils Åkerlindh                        | schwedischer Ringer                                                                                             | 79    |       |
| 23. April | Vincentas Brizgys                     | litauischer katholischer Bischof                                                                                | 88    |       |
| 23. April | Jetty Cantor                          | niederländische Sängerin, Violinistin und Schauspielerin                                                        | 88    |       |
| 23. April | Luis Correa                           | argentinischer Tangosänger                                                                                      | 64    |       |
| 23. April | Willi Oesterlein                      | deutscher Politiker (CDU)                                                                                       | 82    |       |
| 23. April | Bror Östman                           | schwedischer Skispringer                                                                                        | 63    |       |
| 23. April | Satyajit Ray                          | indischer Filmregisseur                                                                                         | 70    |       |
| 24. April | René Cottet                           | französischer Maler und Graveur                                                                                 | 89    |       |
| 24. April | Hans-Albert Dithmer                   | deutscher Maler, Bühnenmaler, Schauspieler und Illustrator                                                      | 84    |       |
| 24. April | Ilse Künkele                          | deutsche Film- und Theaterschauspielerin                                                                        | 66    |       |
| 24. April | Nguyễn Văn Tú                         | vietnamesischer Vertragsarbeiter, Opfer rechtsextremer Gewalt                                                   | 29    |       |
| 24. April | Hugo Ritter                           | deutscher Grafiker und Hochschullehrer                                                                          | 65    |       |
| 24. April | Wolfram Schaerf                       | deutscher Schauspieler, Regisseur und Synchronsprecher                                                          | 69    |       |
| 24. April | Marcus Van Story                      | US-amerikanischer Musiker                                                                                       | 71    |       |
| 25. April | Liselott Diem                         | deutsche Sportpädagogin                                                                                         | 85    |       |
| 25. April | Rein Kruus                            | estnischer Literaturwissenschaftler                                                                             | 34    |       |
| 25. April | George Mandel-Mantello                | salvadorianischer Widerstandskämpfer, Erster Sekretär des Konsuls der Republik El Salvador in Genf (1942–1945)  | 90    |       |
| 25. April | Hans Plank                            | österreichischer Künstler                                                                                       | 67    |       |
| 25. April | Werner Steinberg                      | deutscher Schriftsteller                                                                                        | 79    |       |
| 25. April | Paul Stöcklein                        | deutscher Germanist                                                                                             | 82    |       |
| 26. April | Jack Dunphy                           | US-amerikanischer Tänzer, Romancier und Dramatiker                                                              | 77    |       |
| 26. April | Walter Hartmann                       | deutscher Jazz- und Unterhaltungsmusiker                                                                        | 64    |       |
| 26. April | Jürgen C. Jagla                       | deutscher Zeitungsjournalist                                                                                    | 65    |       |
| 27. April | Olivier Messiaen                      | französischer Komponist, Kompositionslehrer und Organist                                                        | 83    |       |
| 27. April | Gerard Kitchen O’Neill                | US-amerikanischer Physiker und Raumfahrtpionier                                                                 | 65    |       |
| 27. April | Gerhard Räbiger                       | deutscher Polizist, Feuerwerker                                                                                 | 75    |       |
| 28. April | Francis Bacon                         | irischer Maler                                                                                                  | 82    |       |
| 28. April | Andria Balantschiwadse                | georgischer Komponist                                                                                           | 85    |       |
| 28. April | Paraschkew Chadschiew                 | bulgarischer Komponist                                                                                          | 80    |       |
| 28. April | Elfed Davies, Baron Davies of Penrhys | britischer Politiker, Mitglied des House of Commons                                                             | 78    |       |
| 28. April | Iceberg Slim                          | US-amerikanischer Schriftsteller                                                                                | 73    |       |
| 28. April | Brian Pockar                          | kanadischer Eiskunstläufer                                                                                      | 32    |       |
| 29. April | Mae Clarke                            | US-amerikanische Filmschauspielerin                                                                             | 81    |       |
| 30. April | Otto Bräutigam                        | deutscher Diplomat                                                                                              | 96    |       |
| 30. April | Friedrich Deinhardt                   | deutscher Mikrobiologe und Virologe                                                                             | 65    |       |
| 30. April | Alfred Finkbeiner                     | deutscher Pädagoge und Sportfunktionär                                                                          | 68    |       |
| 30. April | Oleg Jewgenjewitsch Grigorjew         | russischer Schriftsteller                                                                                       | 48    |       |
| 30. April | Hans Keller                           | deutscher Verwaltungsjurist                                                                                     | 71    |       |
| 30. April | Karl-Erhard Scheufelen                | deutscher Fabrikant                                                                                             | 89    |       |
| 30. April | Walther R. Schuster                   | deutscher Organist und Komponist                                                                                | 61    |       |
| 30. April | Georgi Witaljewitsch Semjonow         | russisch-sowjetischer Schriftsteller                                                                            | 61    |       |
| 30. April | Leopold Ungar                         | österreichischer katholischer Geistlicher und langjähriger Leiter der Caritas der Erzdiözese Wien               | 79    |       |
| 30. April | Georg Vogel                           | deutscher Diplomat                                                                                              | 89    |       |
| April     | Georges Galichet                      | französischer Romanist, Linguist und Pädagoge                                                                   |       |       |
| April     | Eugene Jardin                         | deutsch-US-amerikanischer Künstler                                                                              | 44    |       |
| April     | Hans Leo Lehmann                      | deutsch-britischer Chemiker und Lokalhistoriker                                                                 | 84    |       |

## Mai
| Tag     | Name                                             | Beruf, bekannt als                                                                                      | Alter | Beleg |
| ------- | ------------------------------------------------ | --- | ----- | ----- |
| 1. Mai  | Agustín Cueva                                    | ecuadorianischer Soziologe, Literaturtheoretiker und Intellektueller                                    | 54    |       |
| 2. Mai  | Fritz Baur                                       | deutscher Jurist, Professor der Eberhard Karls Universität Tübingen                                     | 80    |       |
| 2. Mai  | Hans Braun                                       | österreichischer Opernsänger mit der Stimmlage Bariton                                                  | 74    |       |
| 2. Mai  | Stefano D’Arrigo                                 | italienischer Schriftsteller                                                                            | 72    |       |
| 2. Mai  | Godfrey Hirsch                                   | US-amerikanischer Jazzmusiker                                                                           | 85    |       |
| 2. Mai  | Philip S. Klebanoff                              | US-amerikanischer Physiker                                                                              | 73    |       |
| 2. Mai  | Anton Lutz                                       | österreichischer Maler                                                                                  | 98    |       |
| 2. Mai  | Wilbur Daigh Mills                               | US-amerikanischer 8Politiker                                                                            | 82    |       |
| 2. Mai  | Hanns Nocker                                     | deutscher Opernsänger (Tenor)                                                                           | 65    |       |
| 2. Mai  | Sergei Alexander Schelkunoff                     | russisch-US-amerikanischer Erfinder                                                                     | 95    |       |
| 2. Mai  | Kel Tremain                                      | neuseeländischer Rugby-Union-Spieler                                                                    | 54    |       |
| 2. Mai  | Margherita Wallmann                              | deutsch-österreichische Tänzerin, Choreographin, Opernregisseurin, Bühnenbildnerin                      | 87    |       |
| 3. Mai  | Günter Abramzik                                  | deutscher Theologe                                                                                      | 65    |       |
| 3. Mai  | Alfred Blumenfeld                                | deutscher Diplomat                                                                                      |       |       |
| 3. Mai  | Vilma Degischer                                  | österreichische Schauspielerin                                                                          | 80    |       |
| 3. Mai  | Wolfgang Feuerlein                               | deutscher Fußballspieler                                                                                | 67    |       |
| 3. Mai  | George Murphy                                    | US-amerikanischer Schauspieler und Politiker                                                            | 89    |       |
| 3. Mai  | Heinz Schmitz                                    | deutscher Architekt und Stadtplaner                                                                     |       |       |
| 4. Mai  | Henri Guillemin                                  | französischer Historiker und Schriftsteller                                                             | 89    |       |
| 04. Mai | August Hellemans                                 | belgischer Fußballspieler und -trainer                                                                  | 84    |       |
| 4. Mai  | Werner Nänny                                     | Schweizer Maler und Grafiker                                                                            | 76    |       |
| 4. Mai  | Ernst Nusselein                                  | deutscher katholischer Geistlicher, Fernseh-Pfarrer                                                     | 84    |       |
| 4. Mai  | Thomas O. Paine                                  | US-amerikanischer Raumfahrtfunktionär, dritter Administrator der NASA (1969–1970)                       | 70    |       |
| 5. Mai  | Del M. Clawson                                   | US-amerikanischer Politiker                                                                             | 78    |       |
| 5. Mai  | Ernst Kunkel                                     | deutscher Fußballspieler                                                                                | 66    |       |
| 5. Mai  | Jean-Claude Pascal                               | französischer Theater- und Filmschauspieler und Sänger                                                  | 64    |       |
| 5. Mai  | Stefan Schmitt-Rink                              | deutscher Physiker                                                                                      |       |       |
| 6. Mai  | Marlene Dietrich                                 | deutsch-US-amerikanische Schauspielerin und Sängerin                                                    | 90    |       |
| 6. Mai  | Henry Ephron                                     | US-amerikanischer Schriftsteller, Drehbuchautor und Filmproduzent                                       | 80    |       |
| 6. Mai  | Norbert Neugebauer                               | jugoslawischer Filmregisseur und Szenarist                                                              | 74    |       |
| 6. Mai  | Gaston Reiff                                     | belgischer Leichtathlet                                                                                 | 71    |       |
| 6. Mai  | Jean Vauthier                                    | französischer Dramatiker                                                                                | 81    |       |
| 6. Mai  | Josef Villiger                                   | Schweizer Mundartschriftsteller                                                                         | 82    |       |
| 6. Mai  | Ernst Wolfhagen                                  | deutscher Maler, Grafiker und Kunsterzieher                                                             | 84    |       |
| 7. Mai  | Hans Oesch                                       | Schweizer Musikwissenschaftler                                                                          | 65    |       |
| 7. Mai  | Peter Schuster                                   | österreichischer Schriftsteller                                                                         | 46    |       |
| 8. Mai  | Fritz Bachschmidt                                | deutscher Schauspieler                                                                                  | 63    |       |
| 8. Mai  | Willi Dickhut                                    | deutscher Kommunist und Mitbegründer der Marxistisch-Leninistische Partei Deutschlands                  | 88    |       |
| 8. Mai  | Margaretha Ferguson                              | niederländische Journalistin, Schriftstellerin und Übersetzerin                                         | 71    |       |
| 8. Mai  | Joseph Kramm                                     | US-amerikanischer Dramatiker, Drehbuchautor, Schauspieler und Regisseur                                 | 84    |       |
| 8. Mai  | Sergei Wladimirowitsch Obraszow                  | russischer Puppenspieler                                                                                | 90    |       |
| 8. Mai  | Otto Šimánek                                     | tschechischer Schauspieler                                                                              | 67    |       |
| 8. Mai  | Ted Smith                                        | US-amerikanischer Radrennfahrer                                                                         | 63    |       |
| 9. Mai  | Keith Bissell                                    | kanadischer Komponist, Dirigent und Musikpädagoge                                                       | 80    |       |
| 9. Mai  | Heinz Bühler                                     | deutscher Historiker                                                                                    | 71    |       |
| 9. Mai  | Otto Kohn                                        | deutscher Leichtathlet                                                                                  | 84    |       |
| 9. Mai  | Stanisław Wygodzki                               | polnisch-jüdischer Schriftsteller und Übersetzer                                                        | 85    |       |
| 10. Mai | Egil Endresen                                    | norwegischer Politiker (Høyre), Minister und Richter                                                    | 72    |       |
| 10. Mai | Friedrich Kaulbach                               | deutscher Philosoph                                                                                     | 79    |       |
| 10. Mai | John Lund                                        | US-amerikanischer Schauspieler                                                                          | 79    |       |
| 10. Mai | K. G. Ramanathan                                 | indischer Mathematiker                                                                                  | 71    |       |
| 10. Mai | Jerzy Schindler                                  | polnischer Skirennläufer                                                                                | 69    |       |
| 10. Mai | Dan Sturkie                                      | US-amerikanischer Schauspieler und Synchronsprecher                                                     | 68    |       |
| 10. Mai | Sylvia Syms                                      | US-amerikanische Jazzsängerin                                                                           | 74    |       |
| 10. Mai | Werner Veidt                                     | deutscher Schauspieler und Autor                                                                        | 88    |       |
| 11. Mai | Emil Kolozsvári Grandpierre                      | ungarischer Schriftsteller der dritten Nyugat-Generation, Kritiker und Journalist                       | 85    |       |
| 11. Mai | Walter Grube                                     | deutscher Archivar und Landeshistoriker in Baden-Württemberg                                            | 84    |       |
| 11. Mai | Hermann Höller                                   | österreichischer Maler                                                                                  | 84    |       |
| 11. Mai | Torsten Lamprecht                                | deutsches Mordopfer rechtsextremistischer Jugendlicher                                                  | 23    |       |
| 11. Mai | William A. Mueller                               | US-amerikanischer Toningenieur                                                                          | 91    |       |
| 11. Mai | Karl Raab                                        | deutscher Parteifunktionär (SED)                                                                        | 86    |       |
| 11. Mai | Gerhard Schorsch                                 | deutscher Neurologe und Psychiater                                                                      | 91    |       |
| 11. Mai | Wilhelm Senftleben                               | deutscher Politiker (KPD), Bürgermeister von Görlitz                                                    | 87    |       |
| 11. Mai | Otto Voisard                                     | deutsch-österreichischer Industriemanager                                                               | 64    |       |
| 12. Mai | Macário Santiago Kastner                         | portugiesischer Musikwissenschaftler                                                                    | 83    |       |
| 12. Mai | Jacqueline Maillan                               | französische Schauspielerin                                                                             | 69    |       |
| 12. Mai | Bob Mizer                                        | US-amerikanischer Fotograf, Filmemacher und Unternehmer                                                 | 70    |       |
| 12. Mai | Lenny Montana                                    | US-amerikanischer Ringer und Schauspieler                                                               | 66    |       |
| 12. Mai | Robert Reed                                      | US-amerikanischer Schauspieler                                                                          | 59    |       |
| 12. Mai | Bernhard Walthard                                | Schweizer Pathologe                                                                                     | 94    |       |
| 13. Mai | Karl Christian Birkel                            | deutscher Unternehmer                                                                                   | 87    |       |
| 13. Mai | Antoine de Vinck                                 | belgischer Keramiker                                                                                    | 68    |       |
| 13. Mai | Gisela Elsner                                    | deutsche Schriftstellerin                                                                               | 55    |       |
| 13. Mai | Dawon Kahng                                      | südkoreanischer Physiker                                                                                | 61    |       |
| 13. Mai | Fanny Loinger                                    | französische Krankenschwester und Widerstandskämpferin                                                  | 76    |       |
| 13. Mai | Rudolf Neubert                                   | deutscher Mediziner und Hochschullehrer                                                                 | 94    |       |
| 13. Mai | Bart Zoet                                        | niederländischer Radrennfahrer und Olympiasieger                                                        | 49    |       |
| 14. Mai | Lyle Alzado                                      | US-amerikanischer Footballspieler                                                                       | 43    |       |
| 14. Mai | Émile Carrara                                    | französischer Radrennfahrer                                                                             | 67    |       |
| 14. Mai | Frank M. Karsten                                 | US-amerikanischer Politiker                                                                             | 79    |       |
| 14. Mai | Tibor Klaniczay                                  | ungarischer Literaturwissenschaftler                                                                    | 68    |       |
| 14. Mai | Nie Rongzhen                                     | chinesischer Militärführer, einer der Zehn großen Marschälle                                            | 92    |       |
| 15. Mai | Elsbeth Kasser                                   | Schweizer Krankenschwester                                                                              | 82    |       |
| 15. Mai | Alfred Krüger                                    | deutscher Politiker (CDU), MdL                                                                          | 87    |       |
| 15. Mai | Jovy Marcelo                                     | philippinischer Autorennfahrer                                                                          | 26    |       |
| 15. Mai | Johannes Müller                                  | deutscher Gewerkschafter und Politiker (CDU), MdA                                                       | 86    |       |
| 15. Mai | Olga von Togni                                   | österreichische Schauspielerin                                                                          | 77    |       |
| 16. Mai | Josef Eschbach                                   | deutscher Schriftsteller                                                                                | 75    |       |
| 16. Mai | Humbert Fink                                     | österreichischer Dichter                                                                                | 58    |       |
| 16. Mai | Eric James, Baron James of Rusholme              | britischer Pädagoge                                                                                     | 83    |       |
| 16. Mai | Marisa Mell                                      | österreichische Schauspielerin                                                                          | 53    |       |
| 16. Mai | Gino Rossetti                                    | italienischer Fußballspieler                                                                            | 87    |       |
| 16. Mai | Herbert Werner                                   | deutscher evangelischer Theologe und Hochschullehrer                                                    | 90    |       |
| 17. Mai | George Hurrell                                   | US-amerikanischer Porträt- und Modefotograf                                                             | 87    |       |
| 17. Mai | Walter Müller                                    | deutscher Architekt und Stadtplaner                                                                     | 81    |       |
| 17. Mai | Alfred Pichler                                   | jugoslawischer Geistlicher, Bischof von Banja Luka                                                      | 78    |       |
| 17. Mai | Leopold Schädler                                 | liechtensteinischer Skirennläufer                                                                       | 66    |       |
| 17. Mai | Lawrence Welk                                    | US-amerikanischer Big-Band-Leader                                                                       | 89    |       |
| 18. Mai | Jacqueline Casey                                 | US-amerikanische Grafikdesignerin                                                                       | 65    |       |
| 18. Mai | Kenneth E. Caster                                | US-amerikanischer Paläontologe                                                                          | 84    |       |
| 18. Mai | Gina Fasoli                                      | italienische Mittelalterhistorikerin                                                                    | 86    |       |
| 18. Mai | Hanns Horst Heise                                | deutscher Offizier, zuletzt Brigadegeneral der Bundesluftwaffe                                          | 79    |       |
| 18. Mai | Rudolf Klupsch                                   | deutscher Leichtathlet                                                                                  | 86    |       |
| 18. Mai | Marshall Thompson                                | US-amerikanischer Schauspieler                                                                          | 66    |       |
| 19. Mai | Alfred Führböter                                 | deutscher Ingenieurwissenschaftler                                                                      | 61    |       |
| 19. Mai | Gerd Knesel                                      | deutscher Liedermacher                                                                                  | 46    |       |
| 19. Mai | Bruno Pradal                                     | französischer Schauspieler                                                                              | 42    |       |
| 19. Mai | Solomons Veinbergs                               | lettischer Fußballspieler                                                                               | 81    |       |
| 19. Mai | Hans Vogt                                        | deutscher Komponist                                                                                     | 81    |       |
| 20. Mai | Roger Keith Coleman                              | US-amerikanischer Mörder                                                                                | 33    |       |
| 20. Mai | Giovanni Colombo                                 | italienischer Kardinal der römisch-katholischen Kirche und Erzbischof von Mailand                       | 89    |       |
| 20. Mai | Irving Selikoff                                  | US-amerikanischer Mediziner                                                                             | 77    |       |
| 20. Mai | Kurt Stögerer                                    | österreichischer Architekt                                                                              | 69    |       |
| 20. Mai | James Tully                                      | irischer Politiker                                                                                      | 76    |       |
| 21. Mai | Paul Goosmann                                    | deutscher Pädagoge, Gewerkschafter und Politiker (SPD), MdBB                                            | 85    |       |
| 21. Mai | Fritz Güttinger                                  | Schweizer Übersetzer, Pädagoge und Literaturwissenschaftler                                             | 85    |       |
| 21. Mai | Thomas Pluch                                     | österreichischer Autor und Journalist                                                                   | 57    |       |
| 21. Mai | Christel Poll                                    | deutsche Künstlerin                                                                                     | 78    |       |
| 21. Mai | Günter Spranger                                  | deutscher Schriftsteller                                                                                | 71    |       |
| 22. Mai | Anthony Accardo                                  | US-amerikanischer Mobster                                                                               | 86    |       |
| 22. Mai | Zellig S. Harris                                 | US-amerikanischer Linguist und Informationstheoretiker                                                  | 82    |       |
| 22. Mai | Karl Hebecker                                    | deutscher Architekt                                                                                     | 80    |       |
| 22. Mai | Yanji I                                          | japanische Schriftstellerin                                                                             | 37    |       |
| 22. Mai | Werner Kuhlmann                                  | deutscher Kriminalbeamter, Gewerkschafter und Politiker (SPD), MdL, Oberbürgermeister von Gelsenkirchen | 71    |       |
| 22. Mai | Heinz Leschanowsky                               | deutscher Politiker (CSU), MdL                                                                          | 59    |       |
| 22. Mai | Abraham Moles                                    | französischer Sozialpsychologe                                                                          | 71    |       |
| 22. Mai | György Ránki                                     | ungarischer Komponist                                                                                   | 84    |       |
| 22. Mai | Iosif Varga                                      | rumänischer Fußballspieler und -trainer                                                                 | 51    |       |
| 23. Mai | James Blair                                      | US-amerikanischer Ruderer                                                                               | 82    |       |
| 23. Mai | Walter Custer                                    | Schweizer Architekt                                                                                     | 82    |       |
| 23. Mai | Giovanni Falcone                                 | italienischer Jurist und Richter                                                                        | 53    |       |
| 23. Mai | Robert Garapon                                   | französischer Romanist und Literaturwissenschaftler                                                     |       |       |
| 23. Mai | Auguste-Jean Gaudin                              | französischer Maler und Kupferstecher                                                                   | 77    |       |
| 23. Mai | Francis McFadzean, Baron McFadzean of Kelvinside | schottischer Manager und Wirtschaftswissenschaftler                                                     | 76    |       |
| 23. Mai | W. L. Mooty                                      | US-amerikanischer Politiker                                                                             | 85    |       |
| 23. Mai | Ernst Plischke                                   | österreichischer Architekt                                                                              | 88    |       |
| 23. Mai | Atahualpa Yupanqui                               | argentinischer Sänger, Songwriter, Gitarrist und Schriftsteller                                         | 84    |       |
| 23. Mai | Alfred Csallner                                  | deutscher Pfarrer, Bevölkerungsstatistiker und Schriftsteller                                           | 97    |       |
| 24. Mai | Francis Thomas Bacon                             | englischer Ingenieur                                                                                    | 87    |       |
| 24. Mai | Gerhard L. Closs                                 | deutsch-US-amerikanischer Chemiker                                                                      | 64    |       |
| 24. Mai | Luiz Eça                                         | brasilianischer Musiker                                                                                 | 56    |       |
| 24. Mai | Philip Habib                                     | US-amerikanischer Diplomat                                                                              | 72    |       |
| 24. Mai | Adolf Hoch                                       | österreichischer Architekt                                                                              | 81    |       |
| 24. Mai | Paul Moukila                                     | kongolesischer Fußballspieler                                                                           | 41    |       |
| 24. Mai | Hans Walter                                      | Schweizer Schriftsteller und Zeichner                                                                   | 80    |       |
| 24. Mai | Hanako Yamada                                    | japanische Manga-Zeichnerin                                                                             | 24    |       |
| 25. Mai | Athanasios Abadir                                | Bischof der mit Rom unierten koptisch-katholischen Kirche                                               | 69    |       |
| 25. Mai | Danny Biasone                                    | US-amerikanischer Unternehmer, NBA-Teambesitzer, Basketballpionier                                      | 83    |       |
| 25. Mai | Tulio Demicheli                                  | argentinischer Filmregisseur, Produzent und Drehbuchautor                                               | 77    |       |
| 25. Mai | Alfred Goldberger                                | deutsch-US-amerikanischer Anwalt und Überlebender der Shoa                                              | 93    |       |
| 25. Mai | Wiktor Wassiljewitsch Grischin                   | russischer Politiker                                                                                    | 77    |       |
| 25. Mai | Mathieu Lange                                    | deutscher Musiker                                                                                       | 87    |       |
| 25. Mai | Gitta Mallasz                                    | ungarische Grafikerin und Malerin                                                                       | 84    |       |
| 25. Mai | James Wilson McKay                               | schottischer Lord Provost und Freimaurer                                                                |       |       |
| 25. Mai | Anselmo Pietrulla                                | deutscher Missionsbischof                                                                               | 85    |       |
| 25. Mai | Eddie Wasserman                                  | US-amerikanischer Jazz-Saxophonist und Klarinettist                                                     | 69    |       |
| 25. Mai | Lothar Wille                                     | deutscher Politiker (CDU, FVP), MdA                                                                     | 84    |       |
| 26. Mai | Edmund Beloin                                    | US-amerikanischer Drehbuchautor                                                                         | 82    |       |
| 26. Mai | Constantin Bobescu                               | rumänischer Violinist, Musikpädagoge, Komponist und Dirigent                                            | 93    |       |
| 26. Mai | Wiktor Bystrow                                   | sowjetisch-russischer Boxer                                                                             | 61    |       |
| 26. Mai | Hans Epskamp                                     | deutscher Schauspieler                                                                                  | 88    |       |
| 26. Mai | Lambert Huys                                     | deutscher Politiker (CDU), MdB                                                                          | 83    |       |
| 27. Mai | Hasegawa Machiko                                 | japanische Manga-Zeichnerin                                                                             | 72    |       |
| 27. Mai | Karl Kuron                                       | deutscher Politiker und Gewerkschafter                                                                  | 74    |       |
| 27. Mai | Karl Leyser                                      | deutsch-britischer Mittelalterhistoriker                                                                | 71    |       |
| 27. Mai | Arthur Lüttringhaus                              | deutscher Chemiker                                                                                      | 85    |       |
| 27. Mai | Thomas Reddy                                     | irischer Boxer                                                                                          | 62    |       |
| 27. Mai | Franz Rupp                                       | deutsch-US-amerikanischer Pianist                                                                       | 91    |       |
| 27. Mai | Johnny Standley                                  | US-amerikanischer Komiker                                                                               | 79    |       |
| 27. Mai | Martha Wölger                                    | österreichische Mundartdichterin                                                                        | 71    |       |
| 28. Mai | Joseph M. Piel                                   | deutscher Romanist und Lusitanist                                                                       | 88    |       |
| 28. Mai | Lorenzo Tañada                                   | philippinischer Politiker                                                                               | 93    |       |
| 29. Mai | Rudolf Alberth                                   | deutscher Dirigent und Komponist                                                                        | 74    |       |
| 29. Mai | Georg Kleemann                                   | deutscher Sachbuchautor                                                                                 | 71    |       |
| 29. Mai | Albert Ndongmo                                   | kamerunischer römisch-katholischer Geistlicher, Bischof von Nkongsamba                                  | 65    |       |
| 29. Mai | Max Ratzenhofer                                  | österreichischer Pathologe                                                                              | 80    |       |
| 29. Mai | Nils-Åke Sandell                                 | schwedischer Fußballspieler                                                                             | 65    |       |
| 29. Mai | Fritz Schiller                                   | deutscher Politiker (SED) und Widerstandskämpfer gegen das NS-Regime                                    | 80    |       |
| 29. Mai | León Zuckert                                     | kanadischer Geiger, Bratschist, Dirigent und Komponist                                                  | 88    |       |
| 30. Mai | Rudolf Beckmann                                  | deutscher Unternehmer und Politiker (CDU)                                                               | 89    |       |
| 30. Mai | Karl Carstens                                    | deutscher Politiker (CDU), MdB, Bundespräsident der BRD (1979–1984)                                     | 77    |       |
| 30. Mai | Craig Ellwood                                    | US-amerikanischer Architekt                                                                             | 70    |       |
| 30. Mai | Inoue Mitsuharu                                  | japanischer Schriftsteller                                                                              | 66    |       |
| 30. Mai | Helmut Nedwig                                    | deutscher General der Volkspolizei                                                                      | 64    |       |
| 30. Mai | Antoni Zygmund                                   | US-amerikanischer Mathematiker                                                                          | 91    |       |
| 31. Mai | Eugene A. Chappie                                | US-amerikanischer Politiker                                                                             | 72    |       |
| 31. Mai | Werner Deuchler                                  | deutscher Jurist und Rechtsanwalt                                                                       | 75    |       |
| 31. Mai | Henri Moreau de Melen                            | belgischer Offizier und Politiker                                                                       | 89    |       |
| 31. Mai | Walter Neugebauer                                | deutscher Comic- und Trickfilmzeichner und Cartoonist                                                   | 71    |       |
| 31. Mai | Dieter Puschel                                   | deutscher Radrennfahrer                                                                                 | 52    |       |
| 31. Mai | Lutz Stavenhagen                                 | deutscher Politiker (CDU), MdB                                                                          | 52    |       |
| 31. Mai | Melanie Stürgkh                                  | österreichische Malerin                                                                                 | 94    |       |
| 31. Mai | Karl-Erik Welin                                  | schwedischer Pianist, Organist und Komponist                                                            | 58    |       |
| Mai     | George Arents                                    | US-amerikanischer Autorennfahrer                                                                        | 76    |       |

## Juni
| Tag      | Name                               | Beruf, bekannt als                                                                                              | Alter | Beleg |
| -------- | ---------------------------------- | --- | ----- | ----- |
| 1. Juni  | Arie Abrahamson                    | jüdischer Komponist und Juwelier                                                                                | 87    |       |
| 1. Juni  | Hans Detlefsen                     | deutscher Grafiker                                                                                              | 68    |       |
| 1. Juni  | Günter Elsner                      | deutscher Politiker (CDU)                                                                                       | 76    |       |
| 1. Juni  | Reggie Tongue                      | britischer Autorennfahrer                                                                                       | 79    |       |
| 2. Juni  | Gerd Boder                         | deutscher Komponist                                                                                             | 58    |       |
| 2. Juni  | Wilfried Dietrich                  | deutscher Ringer                                                                                                | 58    |       |
| 2. Juni  | Philip Dunne                       | US-amerikanischer Drehbuchautor, Filmregisseur und -produzent                                                   | 84    |       |
| 2. Juni  | Ulrich Petersen                    | deutscher Eisenhütten-Ingenieur und Industrie-Manager                                                           | 84    |       |
| 2. Juni  | Franz Seidl                        | deutscher Politiker (CSU), MdB                                                                                  | 80    |       |
| 2. Juni  | Günther-Dietz Sontheimer           | deutscher Indologe                                                                                              | 58    |       |
| 03. Juni | Ray Buker                          | US-amerikanischer Leichtathlet                                                                                  | 92    |       |
| 3. Juni  | Frederick David                    | australischer Flugzeugkonstrukteur                                                                              | 92    |       |
| 3. Juni  | Albert Eckstein                    | deutscher Geigenspieler und Geigensammler                                                                       | 79    |       |
| 3. Juni  | William Maxwell Gaines             | US-amerikanischer Herausgeber, Gründer des MAD-Magazins und Herausgeber mehrerer Comic-Serien                   | 70    |       |
| 3. Juni  | Albert Höcht                       | deutscher Bergsteiger und Kameramann                                                                            | 85    |       |
| 3. Juni  | Karl Friedrich Hormuth             | deutscher Prähistoriker                                                                                         | 88    |       |
| 3. Juni  | Johannes Baptist Lotz              | deutscher Ordensgeistlicher und Philosoph                                                                       | 88    |       |
| 3. Juni  | Robert Morley                      | britischer Schauspieler und Schriftsteller                                                                      | 84    |       |
| 3. Juni  | Jürgen Runge                       | deutscher Maler                                                                                                 | 63    |       |
| 3. Juni  | John H. Vandenberg                 | 09. Presiding Bishop der Kirche Jesu Christi der Heiligen der Letzte...                                         | 87    |       |
| 4. Juni  | Manfred Clasen                     | rechtsextremer Politiker (DVU), MdL                                                                             | 57    |       |
| 4. Juni  | Max Domarus                        | deutscher Historiker                                                                                            | 80    |       |
| 4. Juni  | Heribert Klar                      | deutscher Jurist, Mundartschriftsteller                                                                         | 58    |       |
| 4. Juni  | Georges Lachat                     | französischer Radrennfahrer                                                                                     | 81    |       |
| 4. Juni  | Margaretha Ley                     | schwedische Modeschöpferin                                                                                      |       |       |
| 4. Juni  | Victor Noel-Paton, Baron Ferrier   | britischer Soldat, Geschäftsmann und Mitglied des Oberhauses                                                    | 92    |       |
| 5. Juni  | F. Carlton Ball                    | multidisziplinärer Künstler                                                                                     | 81    |       |
| 5. Juni  | Laurence Naismith                  | britischer Schauspieler                                                                                         | 83    |       |
| 5. Juni  | Oswald Petersen                    | deutscher Künstler                                                                                              | 89    |       |
| 5. Juni  | Ethel Reschke                      | deutsche Schauspielerin und Sängerin                                                                            | 81    |       |
| 5. Juni  | Franz Reuss                        | deutscher General                                                                                               | 91    |       |
| 5. Juni  | Franz Wachter                      | österreichischer Politiker (ÖVP), Landtagsabgeordneter im Burgenland                                            | 89    |       |
| 6. Juni  | James E. Cunningham                | US-amerikanischer Politiker und Richter                                                                         | 75    |       |
| 6. Juni  | Eike Haberland                     | deutscher Ethnologe                                                                                             | 68    |       |
| 6. Juni  | Roger Hägglund                     | schwedischer Eishockeyspieler                                                                                   | 30    |       |
| 6. Juni  | Werner Kreindl                     | österreichischer Schauspieler                                                                                   | 64    |       |
| 6. Juni  | Wilhelm Maak                       | deutscher Mathematiker                                                                                          | 79    |       |
| 6. Juni  | Siegfried Michalk                  | sorbischer Slawist und Sorabist                                                                                 | 64    |       |
| 6. Juni  | Heinz Mode                         | deutscher Kunsthistoriker                                                                                       | 78    |       |
| 6. Juni  | Kurt Sperling                      | deutscher Film- und Theaterschauspieler                                                                         | 89    |       |
| 6. Juni  | Manfred Stengl                     | österreichischer Rennrodler, Bobsportler, Motorradrennfahrer und Olympiasieger                                  | 46    |       |
| 6. Juni  | Osvald Tooming                     | estnischer Schriftsteller                                                                                       | 78    |       |
| 7. Juni  | G. W. J. Drewes                    | niederländischer Orientalist und Islamwissenschaftler                                                           | 92    |       |
| 7. Juni  | Faradsch Fauda                     | ägyptischer Publizist und Menschenrechtsaktivist                                                                | 46?   |       |
| 7. Juni  | Bill France senior                 | US-amerikanischer Rennfahrer, Mitbegründer, Vorsitzender und Präsident von NASCAR                               | 82    |       |
| 7. Juni  | Alexander Iwanowitsch Koldunow     | sowjetischer Offizier                                                                                           | 68    |       |
| 7. Juni  | Georges Mora                       | australischer Unternehmer, Kunsthändler, Mäzen und Gastronom                                                    | 78    |       |
| 7. Juni  | Wolfgang J. Müller                 | deutscher Kunsthistoriker                                                                                       | 78    |       |
| 8. Juni  | Villem Reimann                     | estnischer Komponist                                                                                            | 86    |       |
| 8. Juni  | Alfred Uhl                         | österreichischer Komponist                                                                                      | 83    |       |
| 9. Juni  | Georg Böhm                         | österreichischer Politiker (ÖVP), Landtagsabgeordneter im Burgenland                                            | 73    |       |
| 9. Juni  | Christoph Hertling                 | deutscher Architekt, Szenenbildner und Innenarchitekt                                                           | 58    |       |
| 9. Juni  | Big Miller                         | US-amerikanischer Bluessänger und Schauspieler                                                                  | 69    |       |
| 9. Juni  | Wilhelm Remplbauer                 | österreichischer Lehrer und Politiker (SPÖ), Abgeordneter zum Nationalrat, Mitglied des Bundesrates             | 59    |       |
| 10. Juni | Gerhard Boldt                      | deutscher Jurist und Richter am Bundesarbeitsgericht in Kassel (1955–1969)                                      | 89    |       |
| 10. Juni | Paul Gygli                         | Schweizer Berufsoffizier und Generalstabschef                                                                   | 83    |       |
| 10. Juni | Morris Kline                       | US-amerikanischer Mathematiker                                                                                  | 84    |       |
| 10. Juni | William S. Mailliard               | US-amerikanischer Politiker                                                                                     | 75    |       |
| 10. Juni | Nat Pierce                         | US-amerikanischer Jazz-Pianist und Arrangeur                                                                    | 66    |       |
| 10. Juni | Paul Fredi de Quervain             | Psychoanalytiker                                                                                                | 65    |       |
| 10. Juni | Hans Reiser                        | deutscher Schauspieler                                                                                          | 73    |       |
| 11. Juni | Rafael Orozco Maestre              | kolumbianischer Sänger                                                                                          | 38    |       |
| 11. Juni | Katja Wulff                        | deutsch-schweizerische Ausdruckstänzerin und Choreografin                                                       | 101   |       |
| 12. Juni | Allahverdi Bağırov                 | aserbaidschanischer Offizier                                                                                    | 46    |       |
| 12. Juni | Renié Conley                       | US-amerikanische Kostümdesignerin                                                                               | 90    |       |
| 12. Juni | Hans von Donat                     | deutscher Generalleutnant der Eisenbahnpioniere                                                                 | 100   |       |
| 12. Juni | Harry Eagle                        | US-amerikanischer Mediziner, Begründer der Zellkultur                                                           | 86    |       |
| 12. Juni | Edward Fleming                     | dänischer Filmregisseur, Drehbuchautor und Schauspieler                                                         | 67    |       |
| 12. Juni | Manfred Hellmann                   | deutscher Historiker                                                                                            | 79    |       |
| 13. Juni | Sigrid Lagemann                    | deutsche Schauspielerin und Synchronsprecherin                                                                  | 67    |       |
| 13. Juni | Heinz Röhrer                       | deutscher Veterinärmediziner und Virologe, MdV                                                                  | 87    |       |
| 13. Juni | Helga Wille                        | deutsche Vokal- und Schlagersängerin                                                                            | 78    |       |
| 14. Juni | Antonio J. Benítez                 | argentinischer Rechtsanwalt und Politiker des Partido Justicialista                                             | 89    |       |
| 14. Juni | Carlos D’Alessio                   | argentinischer Komponist                                                                                        |       |       |
| 14. Juni | Phocion Francescakis               | griechisch-französischer Rechtswissenschaftler                                                                  | 82    |       |
| 14. Juni | Dieter Haßdenteufel                | deutscher Fußball-Torwart                                                                                       | 50    |       |
| 14. Juni | Eric Helgar                        | deutscher Schauspieler und Sänger                                                                               | 82    |       |
| 14. Juni | Martin B. McKneally                | US-amerikanischer Politiker                                                                                     | 77    |       |
| 14. Juni | Thomas Nipperdey                   | deutscher Historiker                                                                                            | 64    |       |
| 14. Juni | William Ross                       | kanadischer Ruderer                                                                                             | 91    |       |
| 14. Juni | August Sandtel                     | deutscher Geistlicher, Propst in Bremen                                                                         | 80    |       |
| 15. Juni | Jean Aerts                         | belgischer Radrennfahrer                                                                                        | 84    |       |
| 15. Juni | Emil Bösch                         | Schweizer Politiker (FDP/LdU)                                                                                   | 83    |       |
| 15. Juni | Lew Nikolajewitsch Gumiljow        | russischer Historiker und Ethnologe                                                                             | 79    |       |
| 15. Juni | Leo Halle                          | niederländischer Fußballspieler                                                                                 | 86    |       |
| 15. Juni | Imanishi Kinji                     | japanischer Ökologe, Entomologe und Anthropologe                                                                | 90    |       |
| 15. Juni | Kurt Magritz                       | deutscher Architekt und Grafiker                                                                                | 82    |       |
| 15. Juni | Roque Olsen                        | argentinischer Fußballspieler und -trainer                                                                      | 66    |       |
| 15. Juni | Jörg Shimon Schuldhess             | Schweizer Maler und Grafiker                                                                                    | 51    |       |
| 15. Juni | Brett Whiteley                     | australischer Maler und Zeichner                                                                                | 53    |       |
| 16. Juni | Siro Bianchi                       | italienisch-französischer Radrennfahrer                                                                         | 67    |       |
| 16. Juni | Peter Legh, 4. Baron Newton        | britischer Politiker (Conservative Party)                                                                       | 77    |       |
| 16. Juni | Bernhard Schilling                 | deutscher Ordensgeistlicher, Apostolischer Vikar                                                                | 77    |       |
| 16. Juni | Gustav Seeber                      | deutscher Historiker                                                                                            | 58    |       |
| 17. Juni | Dewey Balfa                        | US-amerikanischer Cajun-Musiker (Fiddlespieler und Sänger)                                                      | 65    |       |
| 17. Juni | Frederick Exley                    | US-amerikanischer Schriftsteller                                                                                | 63    |       |
| 17. Juni | Hillar Kareva                      | estnischer Komponist                                                                                            | 60    |       |
| 18. Juni | Peter Allen                        | australischer Komponist und Entertainer                                                                         | 48    |       |
| 18. Juni | Mordecai Ardon                     | israelischer Künstler                                                                                           | 95    |       |
| 18. Juni | Johnny Friedlaender                | deutscher Grafiker und Radierer                                                                                 | 79    |       |
| 18. Juni | Arthur Guinness, 3. Earl of Iveagh | britisch-irischer Politiker                                                                                     | 55    |       |
| 18. Juni | Yvette Lamontagne                  | kanadische Cellistin und Musikpädagogin                                                                         | 93    |       |
| 18. Juni | Ken McAuley                        | kanadischer Eishockeytorwart und -trainer                                                                       | 71    |       |
| 18. Juni | Stylianos Pichorides               | griechischer Mathematiker                                                                                       | 51    |       |
| 18. Juni | Jürgen Spohn                       | deutscher Illustrator, Graphiker, Autor                                                                         | 58    |       |
| 19. Juni | Walter Lochmüller                  | deutscher Pädagoge, Maler und Emailleur sowie Hochschullehrer                                                   | 87    |       |
| 19. Juni | Kathleen McKane Godfree            | englische Tennis- und Badmintonspielerin                                                                        | 96    |       |
| 19. Juni | Heinz Wilke                        | deutscher Architekt                                                                                             | 64    |       |
| 20. Juni | Klaus Gerbig                       | deutscher Hürdenläufer                                                                                          | 53    |       |
| 20. Juni | Charles Groves                     | britischer Dirigent                                                                                             | 77    |       |
| 20. Juni | Gerhard Kneifel                    | deutscher Komponist, Arrangeur und Orchesterleiter                                                              | 65    |       |
| 20. Juni | Herbert Trenkler                   | österreichischer Montanwissenschaftler                                                                          | 84    |       |
| 21. Juni | Horst Eulitz                       | deutscher Maler und Grafiker                                                                                    |       |       |
| 21. Juni | Joan Fuster                        | spanischer Schriftsteller                                                                                       | 69    |       |
| 21. Juni | Li Xiannian                        | chinesischer Politiker                                                                                          | 82    |       |
| 21. Juni | Rudolf Oebsger-Röder               | deutscher SS-Obersturmbannführer, Leiter im Reichssicherheitshauptamt, Mitarbeiter des Bundesnachrichtendien... | 80    |       |
| 21. Juni | Yoshiko Uchida                     | US-amerikanische Schriftstellerin                                                                               | 70    |       |
| 21. Juni | Franz Wasner                       | künstlerischer Leiter der Trapp Family Singers und Missionar                                                    | 86    |       |
| 22. Juni | Emmett Berry                       | US-amerikanischer Jazz-Trompeter                                                                                | 76    |       |
| 22. Juni | Hansjörg Eichler                   | deutscher Botaniker                                                                                             | 76    |       |
| 22. Juni | Constantin Virgil Gheorghiu        | rumänischer Schriftsteller                                                                                      | 75    |       |
| 22. Juni | Reg Harris                         | britischer Bahnradrennfahrer                                                                                    | 72    |       |
| 22. Juni | Peter Müller                       | deutscher Boxer                                                                                                 | 65    |       |
| 22. Juni | Werner Schäfer                     | deutscher Offizier                                                                                              | 66    |       |
| 22. Juni | István Szívós senior               | ungarischer Wasserballspieler                                                                                   | 71    |       |
| 22. Juni | Paul Valjean                       | US-amerikanischer Choreograf, Tänzer und Schauspieler, lebte in Dänemark                                        | 57    |       |
| 23. Juni | Margot Bernice Ashwin              | neuseeländische Botanikerin                                                                                     |       |       |
| 23. Juni | Heinrich Kraut                     | deutscher Chemiker und Ernährungsforscher                                                                       | 98    |       |
| 23. Juni | Franco Leccese                     | italienischer Sprinter                                                                                          | 67    |       |
| 23. Juni | Walter Münch                       | deutscher Verwaltungsjurist und Landrat                                                                         | 80    |       |
| 23. Juni | Juris Podnieks                     | lettischer Regisseur und Filmproduzent                                                                          | 41    |       |
| 23. Juni | Daniel Swarovski II                | österreichischer Autor und Vizepräsident des Österreichischen Roten Kreuzes                                     | 78    |       |
| 23. Juni | Egmont Zechlin                     | deutscher Historiker und Universitätsprofessor                                                                  | 95    |       |
| 24. Juni | Angelo Pedroni                     | italienischer Geistlicher, römisch-katholischer Erzbischof und vatikanischer Diplomat                           | 78    |       |
| 24. Juni | Gyula Polgár                       | ungarischer Fußballspieler                                                                                      | 80    |       |
| 24. Juni | Rudolf Svedberg                    | schwedischer Ringer                                                                                             | 81    |       |
| 24. Juni | Werner Warsinsky                   | deutscher Schriftsteller                                                                                        | 81    |       |
| 25. Juni | Herbert J. McGlinchey              | US-amerikanischer Politiker                                                                                     | 87    |       |
| 25. Juni | Willy Pragher                      | deutscher Fotograf und Bildjournalist                                                                           | 84    |       |
| 25. Juni | James Stirling                     | britischer Architekt                                                                                            | 66    |       |
| 25. Juni | Irma Tübler                        | deutsche Politikerin (CDU), MdB                                                                                 | 70    |       |
| 26. Juni | Wolfgang Brunecker                 | deutscher Schauspieler und Regisseur                                                                            | 77    |       |
| 26. Juni | Rudolf Hohl                        | deutscher Geologe                                                                                               | 85    |       |
| 26. Juni | Buddy Rogers                       | US-amerikanischer Wrestler                                                                                      | 71    |       |
| 26. Juni | Karl-Heinz Schnabel                | deutscher Maler                                                                                                 | 70    |       |
| 27. Juni | Georg Årlin                        | schwedischer Schauspieler                                                                                       | 75    |       |
| 27. Juni | Erwin Braun                        | deutscher Industrieller und Mediziner                                                                           | 70    |       |
| 27. Juni | Allan Jones                        | US-amerikanischer Schauspieler und Sänger                                                                       | 84    |       |
| 27. Juni | Johann Adam Kraus                  | deutscher römisch-katholischer Pfarrer, Heimatforscher und Archivar                                             | 88    |       |
| 27. Juni | Luke McDaniel                      | US-amerikanischer Country- und Rockabilly-Sänger                                                                | 65    |       |
| 27. Juni | Victor Graf von Reventlow-Criminil | deutscher Politiker (SSW), MdL                                                                                  | 76    |       |
| 27. Juni | Elizabeth Shaw                     | irische Künstlerin                                                                                              | 72    |       |
| 27. Juni | Michail Tal                        | lettisch-sowjetischer Schachspieler und Weltmeister                                                             | 55    |       |
| 27. Juni | Charles Tyler                      | US-amerikanischer Jazzsaxophonist                                                                               | 50    |       |
| 27. Juni | Bessie Watson                      | schottische Frauenrechtlerin, Lehrerin und Dudelsackpfeiferin                                                   | 91    |       |
| 28. Juni | Peter Hirt                         | Schweizer Automobilrennfahrer                                                                                   | 82    |       |
| 28. Juni | Joan Marshall                      | US-amerikanische Schauspielerin                                                                                 | 61    |       |
| 28. Juni | Howard Roberts                     | US-amerikanischer Jazzgitarrist des Modern Jazz, Studiomusiker und Gitarrenlehrer                               | 62    |       |
| 28. Juni | Franz Weig                         | deutscher Landwirt und Politiker (CSU), Bürgermeister und MdL Bayern                                            | 64    |       |
| 29. Juni | Muhammad Boudiaf                   | algerischer Präsident                                                                                           | 73    |       |
| 29. Juni | Egon Kähler                        | deutscher Politiker (SPD), MdBB                                                                                 | 66    |       |
| 29. Juni | Elie Kedourie                      | britischer unorthodoxer Orientalist                                                                             | 66    |       |
| 29. Juni | Albert Matter                      | Schweizer Bankmanager und Jurist                                                                                | 86    |       |
| 29. Juni | Mario Rossi                        | italienischer Dirigent                                                                                          | 90    |       |
| 29. Juni | Daniel B. Strickler                | US-amerikanischer Politiker                                                                                     | 95    |       |
| 30. Juni | André Hébuterne                    | französischer Maler                                                                                             | 97    |       |
| 30. Juni | Käthe Itter                        | deutsche Schauspielerin und Hörspielsprecherin                                                                  | 85    |       |
| 30. Juni | Märta Jägerskiöld                  | schwedische Malerin                                                                                             | 86    |       |
| 30. Juni | Henry Thynne, 6. Marquess of Bath  | britischer Adliger, Politiker und Geschäftsmann                                                                 | 87    |       |
| Juni     | Ernst von Grünigen                 | Schweizer Skispringer                                                                                           | 42    |       |